# 李奭棠
李奭棠（？—1667年），字貳公，號黻菴，順天府大興縣（今北京市城區）人，清朝政治人物。

## 生平
清順治三年（1646年）丙戌科會元，殿試位列一甲第三名進士（探花），授弘文院編修，順治四年，任會試同考官。順治八年，任國子監司業；次年改國子監祭酒，后任左庶子	。順治十年，任內翰林秘書院侍讀學士，后任詹事府少詹事，并兼任內翰林國史院侍講學士。順治十一年，升任詹事府詹事，兼內翰林秘書院侍讀學士、內翰林國史院學士。順治十二年，任禮部右侍郎。順治十四年，改禮部左侍郎。